# 大相撲昭和3年10月場所
大相撲昭和3年10月場所（おおずもうしょうわさんねんじゅうがつばしょ）は、1928年（昭和3年）10月4日からの10月14日までの11日間、広島県広島市の広島西練兵場で開催された大相撲本場所である。

## 概要
大正15年（1926年）末に東京相撲が大阪相撲を吸収合併して大相撲に一本化されて以降、東京両国国技館と西日本で交互に本場所を開催（各年2場所）していたが、当時は旧東京方・大阪方の間で不和があったため、成績の集計と番付編成も東西別々に行われていた。しかし、この方式での興行を2年間続けた結果、東京場所と西日本の場所での番付の乖離が著しくなり、極端な例として、潮ヶ濱義夫は東京では幕下、西日本では幕内に在位していた。
この状態を解消するべく、番付編成の一本化を図る。具体的には、まず、今場所の番付編成は、当用運用下では、前々場所である3月場所（名古屋開催）の結果をもとに編成するところであったが、前場所の5月場所（東京開催）と同じ番付で行われた。その上で、翌1月場所（東京開催）の番付編成は、3月場所、5月場所、10月場所の3場所分の成績を合算して行われることとなった。そして、以降は連続した東京場所と西日本場所を同じ番付で行い、番付編成は2場所分の成績をまとめて2場所に1回行う方式になった。

## 番付・星取表
幕内
| 東 86点      | 東 86点   | 東 86点        | 番付     | 西 106点（優勝） | 西 106点（優勝） | 西 106点（優勝） |
| 備考         | 成績      | 力士名         | 番付     | 力士名           | 成績             | 備考             |
| ------------ | --------- | -------------- | -------- | ---------------- | ---------------- | ---------------- |
| 幕内最高優勝 | 9勝2敗    | 宮城山福松     | 横綱     | 常ノ花寛市       | 9勝2敗           | 優勝同点         |
| 引退         | 全休      | 西ノ海嘉治郎   | 張出横綱 |                  |                  |                  |
|              | 7勝4敗    | 豊國福馬       | 大関     | 常陸岩英太郎     | 8勝3敗           |                  |
| 優勝同点     | 9勝2敗    | 能代潟錦作     | 張出大関 | 大ノ里萬助       | 6勝5敗           |                  |
|              | 5勝6敗    | 清瀬川敬之助   | 関脇     | 玉錦三右衛門     | 6勝5敗           |                  |
|              | 6勝5敗    | 真鶴秀五郎     | 小結     | 出羽ヶ嶽文治郎   | 全休             |                  |
|              | 6勝5敗    | 錦洋与三郎     | 前頭1    | 山錦善治郎       | 5勝6敗           |                  |
|              | 3勝8敗    | 劔岳吉五郎     | 前頭2    | 新海幸蔵         | 5勝6敗           |                  |
|              | 5勝6敗    | 吉野山要次郎   | 前頭3    | 常陸嶽理市       | 3勝8敗           |                  |
|              | 0勝5敗6休 | 三杉磯善七     | 前頭4    | 若葉山鐘         | 6勝5敗           |                  |
|              | 全休      | 朝響信親       | 前頭5    | 桂川力蔵         | -                | 引退             |
|              | 4勝7敗    | 朝光亀太郎     | 前頭6    | 雷ノ峰伊助       | 6勝5敗           |                  |
|              | 3勝8敗    | 大蛇山雄作     | 前頭7    | 外ヶ濱弥太郎     | 7勝4敗           |                  |
|              | 3勝8敗    | 阿久津川高一郎 | 前頭8    | 錦城山勇吉       | 全休             | 引退             |
|              | 4勝7敗    | 星甲実義       | 前頭9    | 若常陸恒吉       | 2勝9敗           |                  |
|              | 5勝6敗    | 男女ノ川供治郎 | 前頭10   | 荒熊谷五郎       | 4勝7敗           |                  |
|              | 4勝7敗    | 池田川助松     | 前頭11   | 白岩亮治         | 4勝7敗           |                  |
|              | 3勝8敗    | 晴ノ海弥太郎   | 前頭12   | 玉碇佐太郎       | 8勝3敗           | 優勝旗手         |
|              | 7勝4敗    | 幡瀬川邦七郎   | 前頭13   | 天竜三郎         | 8勝3敗           |                  |
|              | 5勝6敗    | 寳川政治       | 前頭14   | 開月勘太郎       | 5勝6敗           |                  |
| 引退         | 全休      | 一ノ浜善之助   | 前頭15   | 太郎山勇吉       | 6勝5敗           |                  |
|              |           |                | 張出前頭 | 鏡岩善四郎       | 8勝3敗           | 15枚目格         |

## 表彰
| タイトル     | タイトル     | 四股名     | 地位   | 回数       | 成績   | 部屋       | 出身         | 備考 |
| ------------ | ------------ | ---------- | ------ | ---------- | ------ | ---------- | ------------ | ---- |
| 幕内最高優勝 | 幕内最高優勝 | 宮城山福松 | 東横綱 | 7場所ぶり2 | 9勝2敗 | 高田川部屋 | 岩手県一関市 |      |

## 備考
- 優勝争いは常ノ花と宮城山の両横綱に加えて大関能代潟の争いとなり、宮城山と能代潟が全勝、常ノ花が1敗で終盤に入る。8日目に両横綱が敗れ、能代潟が先頭に立つが、能代潟は9日目に大関常陸岩、10日目に常ノ花に連敗。1敗を守った宮城山が残り1日で単独先頭に立ち、当時は番付上位者優勝制度を採用していたため、この時点で優勝が決定する。千秋楽の横綱対決では常ノ花が勝利し、優勝同点に持ち込んだ（大関能代潟も2敗を守り優勝同点）。